# Karthago Airlines
Karthago Airlines (mã IATA = 5R, mã ICAO = KAJ) là hãng hàng không tư, trụ sở ở Tunis, Tunisia. Karthago Airlines có các chuyến bay thuê bao giữa Tunisia và châu Âu. Hãng có căn cứ chính ở Sân bay Djerba-Zarzis, cùng các căn cứ khác ở Sân bay quốc tế Tunis-Carthage và Sân bay quốc tế Monastir.

## Lịch sử
Karthago Airlines được thành lập năm 2001 do "Karthago Group" sở hữu 58% và các ngân hàng, hãng bảo hiểm, các hãng du lịch sở hữu 42%.. Hãng sử dụng hệ thống điều hành hàng không Travel Technology Interactive, Aeropack.

## Đội máy bay
(Tháng 2/2008):

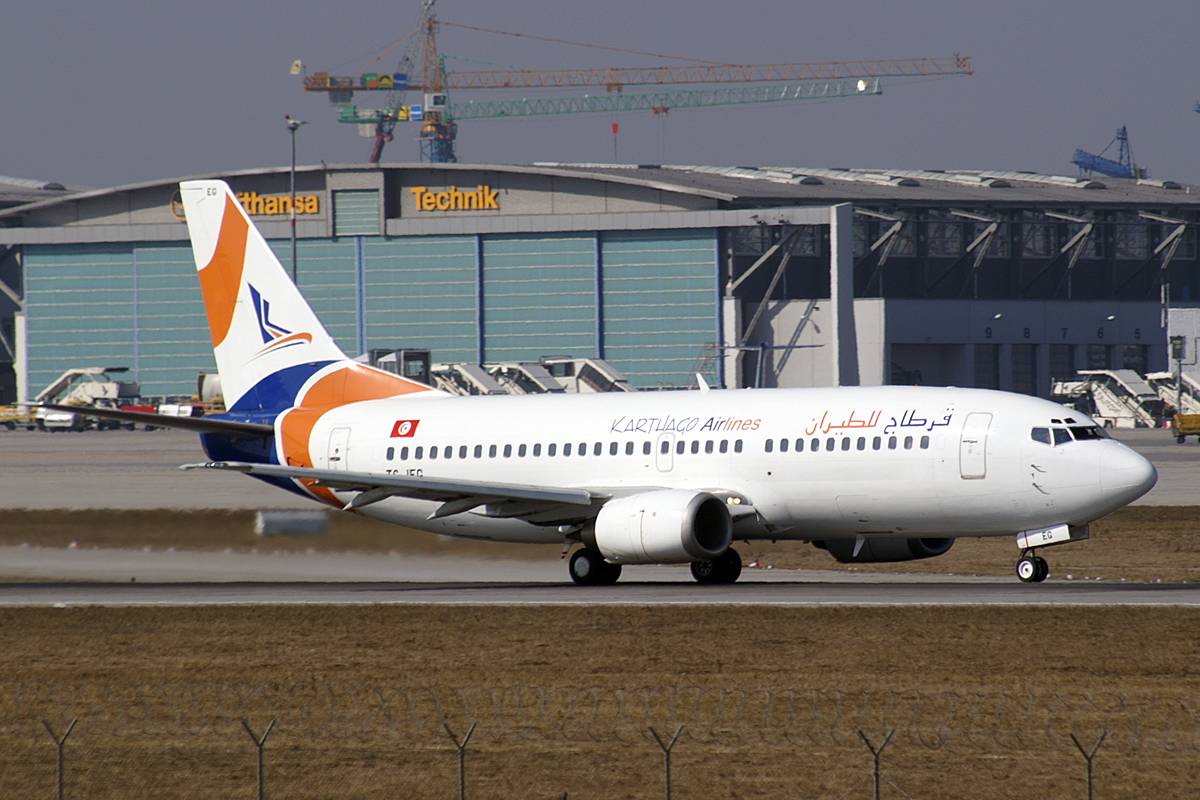
Máy bay Boeing 737-300 của Karthago Airlines

- 6 Boeing 737-300 (1 bay cho KoralBlue Airlines)